# 마카오의 정치
마카오의 정치(Politics of Macau)는 중화인민공화국이 지배하는 정치적으로 제한된 다당제 대통령 체제의 틀이다. 여기에는 입법부, 사법부, 정부 및 다당제 시스템이 포함된다. 행정권은 행정장관이 이끄는 정부가 행사한다.

## 마카오의 헌법적 역할
중화인민공화국 헌법 제31조에 따라 마카오는 특별행정구 지위를 가지며, 이는 '일국양제' 정책 실시를 위한 헌법적 보장과 마카오 기본법 제정의 헌법적 근거를 제공한다. 지리적으로 광둥성에 속하지만 마카오 특별행정구는 베이징에 있는 중화인민공화국 중앙정부의 직접적인 직속하에 있으며 마카오의 외교와 국방을 통제하지만 그 외에는 이 지역에 "높은 수준의 권한"을 부여한다." 기본법은 1999년 12월 20일 포르투갈로부터 주권이 이양되면서 발효되었으며, 50년간(즉, 2049년까지) 유효하다.
마카오의 전국인민대표대회(NPC) 대표 7명은 선거 회의를 통해 선출된다. 이들은 2000년 3월 베이징에서 열린 전인대 첫 회의에 참석했다. 이전인 1999년 12월 전인대 상임위원회는 전인대 부주석 차오샤오양(Qiao Xiaoyang)이 의장을 맡은 마카오특별행정구 기본법 전인대 위원회 회원 자격을 승인했다. 5년 임기 동안. 10명의 멤버 중 절반은 마카오 출신이고, 나머지는 중국 본토 출신이다. 마카오는 또한 중국인민정치협상회의 전국위원회에 대표를 두고 있다.
마카오 정부와 중국 중앙 정부의 관계는 일반적으로 우호적이다.(p. 182)

## 같이 보기
- 중화인민공화국의 정치